# Красноармійський динасовий завод
Красноармійський динасовий завод — промислове підприємство у місті Покровськ Донецької області України. Розробляє огнетривкі матеріали та вироби з них. 

## Історія
Будівництво динасового заводу на північній околиці селища Гришине почалося в жовтні 1931 року відповідно до першої п'ятирічки, першим п'ятирічним планом розвитку народного господарства СРСР, через два роки перша черга заводу була введена в експлуатацію, в 1934-1935 рр. будівництво заводу було завершено. Спочатку завод випускав тільки нормальний і фасонний для мартенівських печей, проте надалі асортимент продукції збільшився.
Після того, як 13 березня 1938 року селище отримало назву Красноармійське, підприємство отримало назву «Красноармійський динасовий завод».
В ході Другої світової війни у зв'язку з наближенням до міста лінії фронту обладнання динасового заводу було евакуйовано. 19 жовтня 1941 ріка місто було окуповане німецькими військами. 7 вересня 1943 ріка місто було звільнено військами Південно-Західного та Південного фронтів, і почалося відновлення зруйнованого заводу.
У 1947 році перша черга відновленого динасового заводу була введена в експлуатацію та відновила випуск продукції. Пізніше завод було реконструйовано та оснащено новим обладнанням.
Станом на початок 1970 року завод випускав нормальний і фасонний динас для мартенівських печей, вогнетривкі динасові вироби, матеріали для зведення коксових батарей, хромомагнезитові вироби, цирконієві склянки для пристроїв безперервного розливу сталі для металургійних, коксохімічних та машинобудівних підприємств. для Болгарії, Угорщини, Куби, Польщі, Румунії, Югославії, Туреччини, Об'єднаної Арабської Республіки та інших країн світу.
В цілому, за радянських часів Красноармійський динасовий завод ім. Ф. Е. Дзержинського входив до числа провідних підприємств міста.
Після проголошення незалежності України державне підприємство було перетворено на відкрите акціонерне товариство.
У серпні 1997 року завод був включений до переліку підприємств, що мають стратегічне значення для економіки та безпеки України.
Економічна криза, що почалася у 2008 році ускладнив становище підприємства, 2010 рік завод завершив із чистим збитком у розмірі 3,208 млн. гривень. У цей час виробнича потужність заводу становила 150 тис. тонн вогнетривів на рік, а власниками підприємства були фізична особа Валерій Макоткін (у якого було 34,222% акцій), фірма «Highland Sales & Distribution Ltd», зареєстрована на Британських Віргінських островах (38,5 ) та деяка кількість міноритарних акціонерів.
22 березня 2011 року контрольний пакет у розмірі 94,9% акцій заводу був проданий інвестиційній групі «Альтера Фінанс».

## Діяльність
Завод виробляє вогнетривкі динасові вироби, матеріали для зведення коксових батарей, повітронагрівачів доменних печей, мартенівських, електросталеплавильних, скляних печей та інших теплових агрегатів.

## Виготовлення
Динас — вогнетривкий матеріал, що складається переважно з кремнезему SiO2 (понад 93 %), а також вогнетривка цегла, виготовлена з цього матеріалу.
Виготовляють динас з подрібнених кварцових порід (кварцитів, кварцу та інших), вогнетривкість яких не менша за 1750°С, а також вапняної або іншої в'яжучої речовини (2-3 %) та добавок, наприклад, сульфітно-спиртової барди, розчинного скла. Міцність на стиск динасу становить 15-50 МПа, густина 2,3-2,5 г/см³, вогнетривкість 1680—1730°С, пористість 8-12 %. Вводячи в суміш вигоряючі добавки (антрацит, коксик), одержують динас з пористістю понад 50 %. До спеціальних видів динасу належать динасохроміт, динасоциркон та динасокарборунд. Динас використовують при спорудженні мартенівських, коксових, скловарних та інших промислових печей.

## Відомі працівники
- Максименко Ніна Федорівна (нар. 1927) — Герой Соціалістичної Праці.